# Kłębanowice (powiat polkowicki)
Kłębanowice – wieś w Polsce położona w województwie dolnośląskim, w powiecie polkowickim, w gminie Radwanice.

## Podział administracyjny
W latach 1975–1998 miejscowość należała administracyjnie do województwa legnickiego.

## Historia
Miejscowość wzmiankowana w 1260 r.

## Zabytki
Do wojewódzkiego rejestru zabytków wpisany jest:
- park